# 148 î.Hr.

## Evenimente
- Bătălia de la Pydna. Quintus Caecilius Metellus Macedonicus îl înfrânge pe Andriscus, regele Macedoniei, care va fi reorganizată ca provincie romană din 146 î.Hr.
- Publius Cornelius Scipio Aemilianus împarte Numidia între cei trei fii ai regelui decedat, Masinissa.